# Chilochromis duponti
Genre
Espèce
Statut de conservation UICN

 LC  : Préoccupation mineure
Chilochromis duponti est une espèce de poissons téléostéens de la famille des Cichlidae. Cette espèce est endémique aux rivières d'Afrique de l'Est. C'est la seule espèce de son genre Chilochromis (monotypique).